# Вахт, Эвальд Валентинович
Эвальд Валентинович Вахт — советский хозяйственный и государственный деятель, лауреат Государственной премии СССР за выдающиеся достижения в труде.

## Биография
Родился в 1932 году в деревне Липовая Гора. Член КПСС.
В 1954—1991 — горнорабочий, бригадир горнорабочих Выруского рудоуправления производственного объединения «Эстонсланец».
За наивысшую производительность труда при добыче угля и нефти на основе эффективного использования техники и прогрессивной технологии был в составе коллектива удостоен Государственной премии СССР за выдающиеся достижения в труде 1978 года.
Депутат Верховного Совета СССР 10-го созыва. Делегат XXVI съезда КПСС.
Жил в Эстонии.

## Награды
- Орден Ленина (1981)
- Орден Трудового Красного Знамени
- Орден Трудовой Славы III степени